# Laureola paucispinosa
Laureola paucispinosa är en kräftdjursart som först beskrevs av Barnard 1949.  Laureola paucispinosa ingår i släktet Laureola och familjen Armadillidae. Inga underarter finns listade i Catalogue of Life.